# Belvosia basalis
Belvosia basalis là một loài ruồi trong họ Tachinidae.